# Solomon Southwick

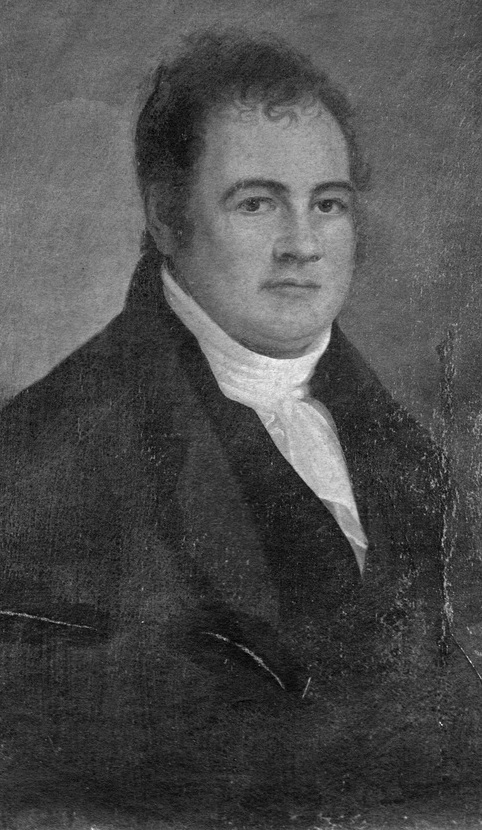
Solomon Southwick

Solomon Southwick (* 25. Dezember 1773 in Newport, Newport County, Colony of Rhode Island and Providence Plantations; † 18. November 1839 in Albany, Albany County, New York) war ein US-amerikanischer Redakteur, Zeitungseigentümer und Politiker.

## Leben
Solomons Vater war Redakteur der Newport Mercury und ein aktiver Patriot. Nach einigen bescheidenen Anstellungen wandte sich Solomon selbst dem Druckereigeschäft in New York City zu. Dann zog er 1792 nach Albany, wo er bei seinem Schwager, John Barber, dem Eigentümer des Albany Register, eine Anstellung fand. Schon bald wurde er Barbers Partner. Nach dessen späteren Tod 1808 erhielt er seinen Anteil an der Zeitung und wurde sein einziger Redakteur. Infolge seines Management erlangte er einen größeren Einfluss in der Demokratischen Partei. Zu jener Zeit hatte Southwick mehrere Ämter inne, er war Sheriff des Countys, Postmeister von Albany und 1812 wurde er ein Regent an der State University of New York. Als er sich allerdings mit seiner Partei verstritt, verlor sein Tagesblatt an Unterstützung und wurde 1817 eingestellt. Zwei Jahre später gründete er The Ploughboy, die erste landwirtschaftliche Zeitung des Staates, die er einige Zeit unter dem Pseudonym „Henry Homespun“ leitete und dann unter seinem eigenen Namen. Etwa zur gleichen Zeit führte er auch den „Christian Visitant“, ein religiöses Periodical. Danach gab er den „National Democrat“ heraus und entgegengesetzt der mehrheitlichen Gesinnung seiner Partei stellte er sich selbst als Kandidat für das Amt des Gouverneurs von New York auf. Nachher wurde er durch die Anti-Masons für das gleiche Amt nominiert und führte einige Jahre lang den „National Observer“, den er im Interesse dieser Partei gegründet hatte. Kurz nach seinem Rückzug aus dem politischen Leben hielt er zwischen 1831 und 1837 Kollegs bzgl. der Bibel, Mäßigung und eigenständiger Bildung ab, die sehr beliebt waren. Die letzten zwei Jahre seines Lebens verbrachte er dann mit der „Family Newspaper“, die durch seinen Sohn Alfred publiziert wurde. Kurz vor seinem plötzlichen Tod plante er ein literarisches und wissenschaftliches Institut, dass unter seiner persönlichen Aufsicht stehen und jungen Männern bei der eigenständigen Bildung helfen sollte. Southwick publizierte viele Reden und Flugblätter, einschließlich The Pleasures of Poverty, ein Gedicht (Albany, 1823); A Solemn Warning against Free-Masonry (1827), A Layman’s Apology for the Appointment of Clerical Chaplains Letters to Thomas Herttell, unter dem Pseudonym „Sherlock“ (1834); und Five Lessons for Young Men (1837).